# Hebron, Nebraska
Hebron är administrativ huvudort i Thayer County i Nebraska. Enligt 2020 års folkräkning hade Hebron 1 458 invånare.